# Jacek Joniec
Jacek Joniec (ur. 1977) – polski aktor teatralny.
W 1998 ukończył Studio Aktorskie SPOT, a od 2002 roku jest absolwentem Państwowej Wyższej Szkoły Teatralnej w Krakowie. W latach 1996–1998 pracował w Teatrze KTO w Krakowie, a od 2002 roku związany jest z krakowskim Teatrem Ludowym.

## Role

### Teatr
- Co się przyśniło Czerwonemu Kapturkowi, reż. Zbigniew Poprawski
- Królowa Przedmieścia jako Staszek, reż. Mieczyław Grąbka
- Trzeci akt, Jako Sajetan Tempe, reż. Jerzy Jarocki
- Wesele jako Wernyhora, reż. Jerzy Trela
- Zima pod stołem, reż. Krzysztof Rekowski
- Obudź się (Minnesota blues), jako Misiek, reż. Jerzy Fedorowicz
- Wieczór Trzech Króli, jako Antonio, reż. Katarzyna Deszcz
- Przygody Sindbada Żeglarza, jako Sindbad, reż. Krzysztof Rekowski
- Betlejem - misterium na Boże Narodzenie, jako Kuba, Melchior, reż. Włodzimierz Nurkowski
- Biznes, jako Kurt Hoffman, reż. Jerzy Fedorowicz
- Królowa Śniegu, jako Demon Śniegu, Hiacynt, Ren, reż. Włodzimierz Nurkowski
- Proces, jako Siepacz, reż. Tomasz Obara
- Piątka gorszej szansy, reż. Małgorzata Krzysica, Jerzy Fedorowicz
- Ryszard III, jako Pierwszy Morderca, reż. Jerzy Stuhr
- Książę i żebrak albo zagadka.., reż. Czesław Sieńko
- Pyza na polskich dróżkach, reż. Jerzy Fedorowicz
- Stara kobieta wysiaduje, jako Skrzypek, Zamiatacz, reż. Henryk Baranowski
- Quixotage, reż. Jerzy Zoń
- Król Jeleń, jako Niedźwiedź, Straż, reż. Giovanni Pampiglione
- Opowieści o zwyczajnym szaleństwie, jako Alesz, reż. Andrzej Celiński
- Kupiec wenecki, jako Książę Maroka, reż. Tomáš Svoboda

### Film
- 2005 - Zakochany Anioł jako robotnik budowlany